# Elecciones presidenciales del Perú de 1908
Las elecciones presidenciales del Perú de 1908 se realizaron en mayo de 1908, siendo elegido presidente del Perú, Augusto Leguía, sin oposición alguna.

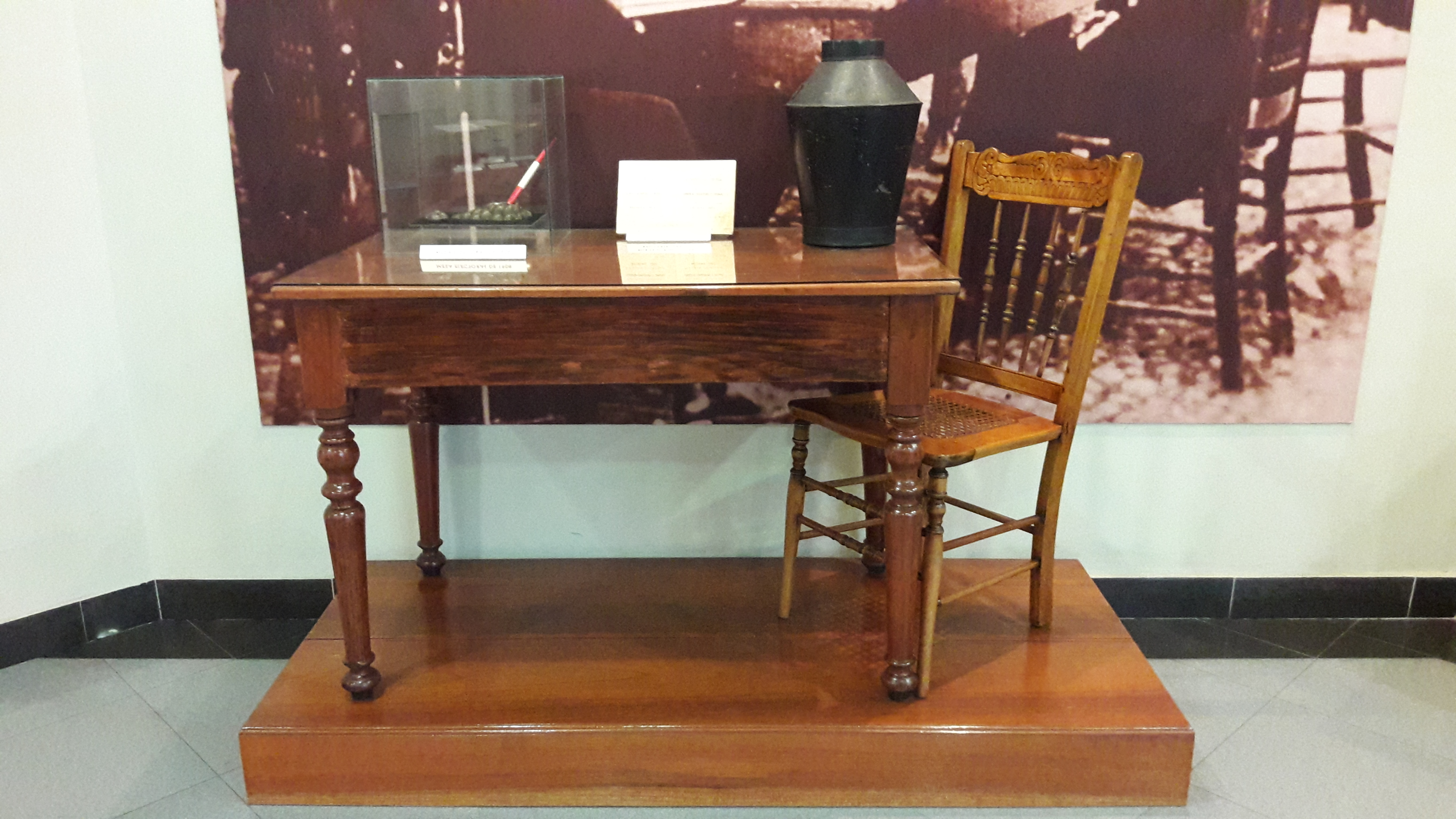
Mesa Directa de votos en las elecciones de 1908

| Partido                     | Candidato      | Votos   | %    |
| --------------------------- | -------------- | ------- | ---- |
| Partido Civil               | Augusto Leguía | 133 732 | 100% |
| Votos válidos               |                | 133 732 | 100% |
| Votos inválidos y en blanco |                | 50 654  |      |
| Total                       |                | 184 386 |      |